# 陽性草
陽性草是水草缸造景的其中一種，對燈照以及二氧化碳的要求比較高，生長速度比較快。若水族箱或魚缸的設置，不能做到該類水草的要求，低光度的環境無法長期生存，水中的二氧化碳含量不高或流失過多，該類水草很快會枯黃。
例子：綠菊、太陽草、紅松尾（Rotala wallichii）、牛毛氈（Eleocharis parvula）、鹿角苔（Riccia fluitans）、小穀精（Eriocaulon cinereum）、噴泉太陽（Pogostemon helferi）。